# マリオゴルフ64
『マリオゴルフ64』（MARIO GOLF）は 1999年6月11日に発売されたNINTENDO64用ソフトであり、『マリオオープンゴルフ』の発売から8年ぶりとなるマリオゴルフシリーズ作品である。1999年8月10日には姉妹作であるゲームボーイ用ソフト『マリオゴルフGB』（MARIO GOLF）が発売された。こちらはゴルファーを育成するモードがあり、育てたゴルファーを本作に持ち込むこともできた。
本作ならびに『マリオゴルフGB』はPlayStation用ソフト『みんなのGOLF』（1997年7月17日発売）を手掛けたキャメロットが製作を手がけた。
本作は2008年9月30日からWiiのバーチャルコンソール、2015年9月2日からWii Uのバーチャルコンソールとして配信されている。また2022年4月15日からはNintendo Switchのサービスである『NINTENDO 64 Nintendo Classics』にて配信された。また、『マリオゴルフGB』は2012年10月3日よりニンテンドー3DSのバーチャルコンソールにて配信され、2024年3月12日からは『ゲームボーイ Nintendo Switch Online』にて配信された。
本項では『マリオゴルフGB』についても併せて解説する。

## システム（64）
この作品からパワーゲージの動きがみんなのGOLFシリーズ準拠（行きも帰りも同じ速度）となる。キャラクターもゲームモードも大きく増大し、スピードゴルフやクラブスロット、リングショットといったゲーム性の高いモードも追加された。コースゲットポイント（経験値）を貯めれば、新たなコースが出現するようになる。キャラゲットでは、シルエットのキャラクターとマッチプレイで対戦し、勝てばそのキャラクターが使えるようになる（2人プレイ以上では一部を除いてほとんどのキャラクターが使用可能である）。エンディング条件が5つと多かった。

### コース（64）
本作におけるコースはゲームが進むにつれてだんだん難しくなる配置となっており、終盤ではマリオ要素をふんだんに取り入れたエキスパート向けやお楽しみコースが用意されている。
1. キノピオランド（キノピオトーナメント）：最初のコースということで、距離が短いホールが多い。ワンオンイーグルを狙えるホールもある。平坦なグリーンが多く、フェアウェイからのロングパットも入りやすい。一部、トリッキーなホールもある。全長6213y。
2. ノコノコパーク（ノコノコカップ）：水場が多いので、川や池に落とさないように打つ。純粋なレイアウトのコースが多い。16番ホールはグリーンの起伏が激しい。17番ホールは直角に近いドッグレッグのレイアウトで、フェアウェイが広いので容易にショートカットが可能。このコースのリングショットは6ホール中3ホールがPAR5である反面唯一PAR3が1ホールもない。全長6565y。
3. ヘイホーデザート（ヘイホーインターナショナル）：砂漠に作られたコース。バンカーも多い。サボテンが障害物である。距離も長く、PAR5のホールはどれも500y以上。雨は降りにくいが風が強く吹くことが多い。ウォーターハザードは存在しない。打ち下ろしのホールが多い。ノコノコパーク同様リングショットが6ホール中3ホールがPAR5である。中級者向け。全長はこのゲームで最長の6712y。
4. ヨッシーアイランド（ヨッシーチャンピオンシップ）：ジャングルを意識した設計。アップダウンの激しいホールが多く、ヤシの木もある。他のコースと比べて打ち上げのホールが多いため、高弾道のキャラクターが有利。上級者向け。全長6595y。
5. テレサバレー（テレサクラシック）：崖の上に作られた空中面で、谷に落ちたらOBになる。OBさえしなければハイスコアも狙いやすいが、基本的には上級者向け。リングショットでは唯一PAR5がないコースである。全長6635y。
6. マリオスター（マリオオープン）：全ホールがマリオキャラクターをかたどったコース構成。全体的に小さいグリーンが多く、ラフやバンカーに囲まれていることが多いので乗せるのすら難しい。フェアウェイも狭く、狙い所が限られる。ほとんどのホールが打ち下ろし。このコースではスーパーマリオブラザーズの地上音楽が流れている。超上級者向け。全長6673y。

以下はパターゴルフのコース（全てPAR3）。
1. ルイージガーデン：数字の1 - 9とアルファベットのA - Iを型どったコース。比較的易しいホールが多い。
2. ピーチキャッスル：アルファベットのJ - Zと?を型どったコース。距離があり高低差の大きいホールが多い。

### キャラクター（64）
| キャラクター名              | 飛距離 | 弾道     | 持ち球       | 出現条件                                     | 備考                                   |
| --------------------------- | ------ | -------- | ------------ | -------------------------------------------- | -------------------------------------- |
| プラム                      | 208y   | 低め     | ストレート   | 最初から使用可能                             |                                        |
| チャーリー                  | 210y   | 低め     | 弱いフェード | 最初から使用可能                             | 上下の打点変更の影響が大きい           |
| ピーチ                      | 212y   | やや高め | ストレート   | 最初から使用可能                             |                                        |
| ベビィマリオ                | 215y   | 最高     | 弱いドロー   | 最初から使用可能                             |                                        |
| ルイージ                    | 220y   | 最低     | フェード     | キャラゲットで勝利 （2 - 4人用では最初から） | 上下の打点変更の影響が大きい           |
| ヨッシー                    | 230y   | ふつう   | ストレート   | キャラゲットで勝利 （2 - 4人用では最初から） |                                        |
| サニー                      | 240y   | 最高     | ドロー       | キャラゲットで勝利 （2 - 4人用では最初から） |                                        |
| ワリオ                      | 250y   | 低い     | 強いフェード | キャラゲットで勝利 （2 - 4人用では最初から） | ボールに稲妻のエフェクトが付く         |
| ハリー                      | 260y   | 高い     | ドロー       | キャラゲットで勝利 （2 - 4人用では最初から） |                                        |
| マリオ                      | 270y   | 高め     | 強いドロー   | キャラゲットで勝利 （2 - 4人用では最初から） |                                        |
| メイプル                    | 245y   | 高め     | ストレート   | バーディバッジを50個集める                   | ミートエリアがワリオ、ハリーよりも狭い |
| ドンキーコング              | 275y   | 低め     | 強いフェード | リングショットで30ホールをクリア             |                                        |
| クッパ                      | 280y   | やや高め | 強いドロー   | キャラゲットで勝利                           | 1W・SW以外での曲がりがきつい           |
| メタルマリオ （海外版のみ） | 285y   | 高め     | 強いドロー   | バーディバッジを108個全て集める              | 上下の打点変更の影響が大きい           |

## システム（GB）
『マリオゴルフGB』では、4人の登場キャラクターの中から1人を選び、全部で5つのコースを攻略しながら自分でキャラクターを育て上げることができる。64GBパックを介して『マリオゴルフ64』に出場させて、経験値を持ち帰ることができる（ただし、ハードの仕様上、バーチャルコンソール版との通信は不可能）。育てきったキャラクターは大抵の場合『マリオゴルフ64』のキャラクターより能力が高くなるので、より良いスコアが狙えるようになった。任天堂初のGBC専用ソフトである。

### コース（GB）
1. マリオンクラブ：林間コース。フェアウェイが広く、最も簡単なコース。風は弱く、距離も短い。
2. パームクラブ：あちこちにあるヤシの木が行く手を阻む。たまに強い風が吹くことも。海や湖の水ポチャにも注意。距離はマリオンクラブとあまり変わらない。
3. デューンクラブ：サボテンなどの障害物が多い。9番ホールは大きな湖の中に島があるのでショートカットが可能。
4. リンクスクラブ：荒地のコース。長い雑草「ヒース」や強風、高速フェアウェイ[注釈 3]など自然を活かしたコースレイアウトになっている。
5. ピーチカントリー：一部のホールは上記のマリオスターと同様、マリオキャラクターをかたどったコース構成となっている。グリーンが小さめで、なおかつ丘の上にあるホールが多い。7番ホールはシリーズ最短距離のPAR5だが、木が多くショットポジションを考えなければならない。
6. ショートコース：全PAR3のコース。フィールドミニゲームの「ゴルフせんにんのショートコース」をクリアすると出現する。

### キャラクター（GB）
育成できるキャラクター（能力はLV1のもの）
| キャラクター名 | 飛距離 | 弾道の高さと持ち球 |
| -------------- | ------ | ------------------ |
| キッド         | 202y   | 低いドロー         |
| ジョー         | 205y   | 低いドロー         |
| シェリー       | 200y   | 低めのストレート   |
| アゼリア       | 204y   | 低めのフェード     |

その他キャラクター（記録はメモリアル以外残らない）
| キャラクター名 | 飛距離 | 持ち球 （弾道の高さは表記なし） | 出現条件                                                   |
| -------------- | ------ | ------------------------------- | ---------------------------------------------------------- |
| ルイージ       | 220y   | フェード                        | 最初から使用可能                                           |
| マリオ         | 270y   | ドロー                          | 最初から使用可能                                           |
| パッツ         | 200y   | ドロー                          | マッチプレイで勝利                                         |
| グレース       | 220y   | ストレート                      | マッチプレイで勝利                                         |
| ティニー       | 250y   | ドロー                          | マッチプレイで勝利                                         |
| ジーン         | 240y   | フェード                        | マッチプレイで勝利                                         |
| ワリオ         | 250y   | フェード                        | トーナメントのピーチカントリーで優勝後、マッチプレイで勝利 |

### クラブセットの種類（GB）
ドライバーのみ、飛距離重視のクラブとコントロール（実際は持ち球がストレートになる）重視のクラブがあり、どちらか一方を手に入れられる。

### ゴルファー育成システム（GB）
『マリオゴルフGB』においては、ミニゲームをクリアしたり大会に出場したりしてRPG風に経験値を稼ぎ、ゴルファーのレベルを上げて強くしていくことができる。パラメータには飛距離、弾道の高さ、弾道の曲がり（ゲーム中では「もちだま」と呼ばれている）、ミートエリアの広さとコントロールがあり、割り振り方によって多様なタイプのゴルファーに育つ。また、キャラクターによって飛距離が伸びやすい、コントロールを良く保ちやすいなど、パラメータの伸び方に差がつけられている。クラブによる能力の変化を踏まえて狙い通りに育てる必要がある。

#### 最大飛距離
この数値は目安の飛距離なので、風や高低差、打点などの影響を考慮していない。GB版では、飛距離を最大まで上げたキッドが飛距離の伸びるドライバーをパワーショットで打つ場合、358×1.1=393（小数点以下切り捨て）、393×1.1=432（小数点以下切り捨て）で、432yとなる。

## 開発
当初、任天堂はキャメロットと共同でNINTENDO64向けのRPGを作ろうと考えていた。だが、当時のNINTENDO64用ソフトの開発は難しいという話がキャメロットに伝わっており、（彼らにとって）総合力が求められるRPGをこのハードで作ろうものならハードの研究に時間がかかりすぎてしまうという懸念があった。さらに任天堂もキャメロットの実力を把握しかねており、キャメロットは実力を示すためにNINTENDO64向けのゴルフゲームの試作を見せたところ、よい評判を得られた。また、キャメロットの高橋宏之と秀五の兄弟はもともとゴルフファンとして『ゴルフJAPANコース』を気に入っており、同作のように爽快感あふれる作品を作りたいと考えていた。こうして、本作の開発が始まった。
本作の開発に当たっては、プロの技量でゴルフをプレイする感覚を再現するという方針が立てられた。
また、ゴルフの楽しさを伝えるため、降雨や美しい夕焼けといった気象現象がステージ内に取り入れられた。
本作は砂漠や谷間など多様なコースが存在するが、実在のコースをモデルとしたわけではなく、開発スタッフによる創作である。ただし、コース制作にあたっては、ロバート・トレント・ジョーンズ・ジュニアや、ペリー・ダイらゴルフコースの設計家に取材している。彼らの取材を通じて高橋兄弟はすべてのゴルフコースには設計思想があることを学んだといい、例えば誰でもプレイ可能な「パブリックコース」と、会員限定の「メンバーズコース」では設計思想が全く違うとウェブサイト「樹の上の秘密基地」とのインタビューの中で話している。また、ペリー・ダイとともに1ラウンド回った際は、ダイから「ティーショットからの距離が誰でも必ずわかるような設計でないといけない」（例：ドッグレッグの反対側に丘を用意する）ということを学んだ。
設計家たちとの交流を通じて、彼らは「パブリックコース」の間口の深さと「メンバーズコース」の奥深さを兼ねそろえたゴルフゲームを目指し、前半のコースは「パブリックコース」を想定し、後半のコースは「メンバーズコース」を想定したつくりとなった。また、高橋兄弟自身の「何も考えずにプレイした時と、考えてプレイした時ではスコアが大幅に変わる」という設計思想のもと、すべてのコースには戦略性が織り込まれた。とはいえ、一つのコースを設計するだけでも膨大な時間がかかり、宏之によると社内のプランナーから7ホール作って1つしか採用されないと言われたこともあったという。リングショットは、現実のゴルフで起こるピンチ（例：木の下にボールが転がってしまった）を切り抜けた時の爽快感を再現するために用意された。
また、『マリオゴルフGB』との連携機能も用意され、同作で育てたキャラクターを本作に登場させられるようになった。これに関連して、ストレートのすごく飛ぶキャラクターはあえて用意されなかった。
なお、高橋兄弟は画面が切り替わることなく様々なホールを回れるようにしたかったが、技術上の制約から見送られた。

### 反響
日本国内での売り上げは47万本、全世界での売り上げは147万本だった。
ウェブサイト「樹の上の秘密基地」によると、中年男性の間で人気が出ていたという。
一方、宏之は思惑通りにいかなかったとNintendo Online Magazineとのインタビューの中で明らかにしており、その理由として、デパートのおもちゃ売り場へ見に行った際に店頭プレイをしている子どもたちが操作に悪戦苦闘していたことが衝撃的だったと語っている。

### 註釈
1. ↑  ゲーム中では表記されていない。また、取扱説明書でも高低の強さが記されておらず、標準より低い場合は「低め」、高い場合は「高め」「高い」で統一されている。
2. ↑  フェードとドローはそれぞれ4段階だが、両端はGB版から転送したキャラクターのみ。
3. ↑  GB版では「フェアウェイ」の一部とされており、「高速フェアウェイ」という名称が初めて使われたのはGC版（マリオゴルフ ファミリーツアー）である。しかしそれ以前に発売されたGB版でも通常のフェアウェイより球が転がりやすい「高速フェアウェイ」に相当する地形は存在した。GC版以降では高速フェアウェイは通常のフェアウェイより青みがかった色で表現されることが多いが、GB版では色は変えず、通常のフェアウェイより転がりやすい部分を点線で囲むことで表現していた。
4. ↑  なお、キャメロットによるRPGは『黄金の太陽』にて実現した[11]。
5. ↑  「パブリックコース」ではだれでもプレイ可能という性質上、公平さが求められるため、プレイヤーの不意を突かせるようなトラップは認められていない。一方、「メンバーズコース」は何度でもプレイを楽しめるようにしなくてはならないため、ギャンブル的な要素が求められる[2]。
6. ↑  その後、操作体系の改善による間口の拡大は『マリオテニス64』にて果たされた[16]。
。